# Haiti nos Jogos Olímpicos
O Haiti fez sua primeira aparição oficial nos Jogos Olímpicos em 1924, em Paris. Todavia, algumas fontes consideram Léon Thiércelin, um esgrimista que competiu nos Jogos Olímpicos de Verão de 1900, de nacionalidade haitiana e, portanto, o primeiro competidor olímpico do país. Os Jogos de 1924 também marcaram a primeira medalha olímpica do país, quando sete membros do time de Tiro do Haiti, conseguiram a terceira posição na competição de rifle. Os próximos Jogos, em 1928, viram outra medalha para o Haiti; Silvio Cator conquistou a prata no Salto em Distância. Apesar de o país ter participado em diversas edições desde 1928,não voltou a conquistar medalhas. O Haiti nunca competiu nos Jogos Olímpicos de Inverno.
| Ano  | Esportes | Competidores | Eventos | Entradas | Medalhas | Medalhas | Medalhas | Medalhas | Posição |
| ---- | -------- | ------------ | ------- | -------- | -------- | -------- | -------- | -------- | ------- |
| Ano  | Esportes | Competidores | Eventos | Entradas | Ouro     | Prata    | Bronze   | Total    | Posição |
| 1900 | 1        | 1            | 1       | 1        | 0        | 0        | 0        | 0        | —       |
| 1924 | 2        | 9            | 8       | 11       | 0        | 0        | 1        | 1        | 23      |
| 1928 | 1        | 2            | 3       | 3        | 0        | 1        | 0        | 1        | 30      |
| 1932 | 1        | 2            | 2       | 2        | 0        | 0        | 0        | 0        | —       |
| 1960 | 1        | 1            | 1       | 1        | 0        | 0        | 0        | 0        | —       |
| 1972 | 1        | 7            | 7       | 7        | 0        | 0        | 0        | 0        | —       |
| 1976 | 2        | 13           | 14      | 14       | 0        | 0        | 0        | 0        | —       |
| 1984 | 3        | 4            | 3       | 4        | 0        | 0        | 0        | 0        | —       |
| 1988 | 2        | 4            | 5       | 5        | 0        | 0        | 0        | 0        | —       |
| 1992 | 2        | 7            | 8       | 8        | 0        | 0        | 0        | 0        | —       |
| 1996 | 4        | 7            | 7       | 7        | 0        | 0        | 0        | 0        | —       |
| 2000 | 3        | 5            | 5       | 5        | 0        | 0        | 0        | 0        | —       |
| 2004 | 4        | 8            | 8       | 8        | 0        | 0        | 0        | 0        | —       |
| 2008 | 3        | 10           |         |          | 0        | 0        | 0        | 0        | —       |

## História por Esporte
| Ano  | Atletas | Eventos | Entradas | Medalhas | Medalhas | Medalhas | Medalhas |
| ---- | ------- | ------- | -------- | -------- | -------- | -------- | -------- |
| Ano  | Atletas | Eventos | Entradas | Ouro     | Prata    | Bronze   | Total    |
| 1924 | 3       | 6       | 6        | 0        | 0        | 0        | 0        |
| 1928 | 2       | 3       | 3        | 0        | 1        | 0        | 1        |
| 1932 | 2       | 2       | 2        | 0        | 0        | 0        | 0        |
| 1972 | 7       | 7       | 7        | 0        | 0        | 0        | 0        |
| 1976 | 10      | 11      | 11       | 0        | 0        | 0        | 0        |
| 1984 | 1       | 1       | 1        | 0        | 0        | 0        | 0        |
| 1988 | 3       | 4       | 4        | 0        | 0        | 0        | 0        |
| 1992 | 2       | 3       | 3        | 0        | 0        | 0        | 0        |
| 1996 | 3       | 3       | 3        | 0        | 0        | 0        | 0        |
| 2000 | 3       | 3       | 3        | 0        | 0        | 0        | 0        |

| Ano  | Atletas | Eventos | Entradas | Medalhas | Medalhas | Medalhas | Medalhas |
| ---- | ------- | ------- | -------- | -------- | -------- | -------- | -------- |
| Ano  | Atletas | Eventos | Entradas | Ouro     | Prata    | Bronze   | Total    |
| 1976 | 3       | 3       | 3        | 0        | 0        | 0        | 0        |

| Ano  | Atletas | Eventos | Entradas | Medalhas | Medalhas | Medalhas | Medalhas |
| ---- | ------- | ------- | -------- | -------- | -------- | -------- | -------- |
| Ano  | Atletas | Eventos | Entradas | Ouro     | Prata    | Bronze   | Total    |
| 1900 | 1       | 2       | 2        | 0        | 0        | 0        | 0        |
| 1984 | 2       | 1       | 2        | 0        | 0        | 0        | 0        |

| Ano  | Atletas | Eventos | Entradas | Medalhas | Medalhas | Medalhas | Medalhas |
| ---- | ------- | ------- | -------- | -------- | -------- | -------- | -------- |
| Ano  | Atletas | Eventos | Entradas | Ouro     | Prata    | Bronze   | Total    |
| 1992 | 5       | 5       | 5        | 0        | 0        | 0        | 0        |
| 1996 | 2       | 2       | 2        | 0        | 0        | 0        | 0        |
| 2000 | 1       | 1       | 1        | 0        | 0        | 0        | 0        |

| Ano  | Atletas | Eventos | Entradas | Medalhas | Medalhas | Medalhas | Medalhas |
| ---- | ------- | ------- | -------- | -------- | -------- | -------- | -------- |
| Ano  | Atletas | Eventos | Entradas | Ouro     | Prata    | Bronze   | Total    |
| 1924 | 5       | 2       | 5        | 0        | 0        | 1        | 1        |

| Ano  | Atletas | Eventos | Entradas | Medalhas | Medalhas | Medalhas | Medalhas |
| ---- | ------- | ------- | -------- | -------- | -------- | -------- | -------- |
| Ano  | Atletas | Eventos | Entradas | Ouro     | Prata    | Bronze   | Total    |
| 1996 | 1       | 1       | 1        | 0        | 0        | 0        | 0        |

| Ano  | Atletas | Eventos | Entradas | Medalhas | Medalhas | Medalhas | Medalhas |
| ---- | ------- | ------- | -------- | -------- | -------- | -------- | -------- |
| Ano  | Atletas | Eventos | Entradas | Ouro     | Prata    | Bronze   | Total    |
| 1984 | 1       | 1       | 1        | 0        | 0        | 0        | 0        |
| 1988 | 1       | 1       | 1        | 0        | 0        | 0        | 0        |
| 1996 | 1       | 1       | 1        | 0        | 0        | 0        | 0        |
| 2000 | 1       | 1       | 1        | 0        | 0        | 0        | 0        |

| Ano  | Atletas | Eventos | Entradas | Medalhas | Medalhas | Medalhas | Medalhas |
| ---- | ------- | ------- | -------- | -------- | -------- | -------- | -------- |
| Ano  | Atletas | Eventos | Entradas | Ouro     | Prata    | Bronze   | Total    |
| 1960 | 1       | 1       | 1        | 0        | 0        | 0        | 0        |